# Liste d'élections nationales en 2026
Chronologie des élections nationales
- 2022
- 2023
- 2024
- 2025
- 2026
- 2027
- 2028
- 2029
- 2030

Cette liste recense les élections nationales prévues pour l'année 2026. Elle inclut les élections parlementaires et présidentielles dans les États souverains, ainsi que les référendums.
Les scrutins infra-nationaux sont répertoriés dans la liste d'élections infranationales en 2026.

## Janvier
| Date       | Pays    | Élections                      | Contexte | Résultats |
| ---------- | ------- | ------------------------------ | --- | --------- |
| 11 janvier | Bénin   | Législatives                   | Une élection présidentielle se tient en avril. |           |
| 12 janvier | Ouganda | Législatives et présidentielle | L'Ouganda n'est généralement pas considéré comme une démocratie. Le gouvernement se maintient « par le clientélisme, l'intimidation, et la poursuite judiciaire politisée des chefs de l'opposition », ainsi que par la violence. |           |

## Février
| Date                 | Pays       | Élections                      | Contexte | Résultats |
| -------------------- | ---------- | ------------------------------ | --- | --------- |
| février au plus tard | Costa Rica | Législatives et présidentielle | Élections législatives en un tour et élection présidentielle en deux tours.                                                  |           |
| vers février         | Laos       | Législatives                   | Le Laos est un État à parti unique. Les citoyens sont appelés à approuver des listes de candidats sélectionnés par le parti. |           |

## Mars
| Date        | Pays                | Élections      | Contexte | Résultats |
| ----------- | ------------------- | -------------- | --- | --------- |
| vers 8 mars | Colombie            | Législatives   | Une élection présidentielle a lieu en mai. |           |
| vers mars   | République du Congo | Présidentielle | Le président Denis Sassou-Nguesso a exercé neuf mandats à la tête du pays. Le Congo-Brazzaville n'est généralement pas considéré comme une démocratie ; l'opposition est réprimée et ne peut mener campagne librement. |           |

## Avril
| Date                  | Pays     | Élections                      | Contexte | Résultats |
| --------------------- | -------- | ------------------------------ | --- | --------- |
| 12 avril              | Bénin    | Présidentielle                 | Après les élections législatives de janvier. Le président sortant Patrice Talon (sans étiquette), ayant effectué deux mandats, n'est pas rééligible. |           |
| 12 avril              | Pérou    | Législatives et présidentielle | |           |
| 24 avril au plus tard | Slovénie | Législatives                   | |           |
| vers avril            | Cap-Vert | Législatives                   | |           |
| vers avril            | Djibouti | Présidentielle                 | Le président Ismaïl Omar Guelleh, au pouvoir depuis 1999, n'est théoriquement pas éligible à un sixième mandat, ayant atteint la limite d'âge fixée par la Constitution. Djibouti n'est généralement pas considérée comme une démocratie. Les partis d'opposition sont autorisés, mais le pouvoir ne leur permet pas d'opérer librement, et réprime les critiques à l'encontre du gouvernement. |           |
| avril                 | Hongrie  | Législatives                   | |           |
| vers avril            | Niue     | Législatives                   | Après l'échec du référendum proposant un allongement de la durée des mandats parlementaires. |           |

## Mai
| Date     | Pays     | Élections      | Contexte | Résultats |
| -------- | -------- | -------------- | --- | --------- |
| mai      | Chypre   | Législatives   | |           |
| vers mai | Colombie | Présidentielle | La Constitution interdit à un président d'exercer plus d'un mandat. Le président Gustavo Petro (Colombia Humana : centre-gauche social-démocrate, progressiste et écologiste) n'est donc pas rééligible. |           |
| mai      | Liban    | Législatives   | |           |
| vers mai | Vietnam  | Législatives   | Le Viêt Nam est un État à parti unique. Les citoyens sont appelés à départager les candidats approuvés par le parti.                                                                                     |           |

## Juin
| Date   | Pays    | Élections    | Contexte | Résultats |
| ------ | ------- | ------------ | -------- | --------- |
| 7 juin | Arménie | Législatives |          |           |

## Juillet
| Date                 | Pays                 | Élections      | Contexte                                                | Résultats |
| -------------------- | -------------------- | -------------- | ------------------------------------------------------- | --------- |
| juillet au plus tard | Sao Tomé-et-Principe | Présidentielle | Des élections législatives sont prévues pour septembre. |           |
| vers juillet         | Sainte-Lucie         | Législatives   |                                                         |           |

## Août
| Date      | Pays      | Élections                      | Contexte | Résultats |
| --------- | --------- | ------------------------------ | -------- | --------- |
| 13 août   | Zambie    | Législatives et présidentielle |          |           |
| vers août | Îles Cook | Législatives                   |          |           |

## Septembre
| Date                      | Pays                 | Élections    | Contexte | Résultats |
| ------------------------- | -------------------- | ------------ | --- | --------- |
| 13 septembre              | Suède                | Législatives | |           |
| 20 septembre au plus tard | Russie               | Législatives | La Russie, avec « un pouvoir judiciaire aux ordres, un environnement médiatique sous contrôle » et seuls les partis soumis au pouvoir autorisés à concourir aux élections, n'est généralement pas considérée comme une démocratie. |           |
| septembre                 | Maroc                | Législatives | |           |
| septembre                 | Sao Tomé-et-Principe | Législatives | |           |
| septembre                 | France               | Sénatoriales | Les sénateurs français sont élus au suffrage indirect pour une durée de 6 et sont renouvelés tout les 3 ans par moitié. Sont donc en jeu 178 sièges de sénateurs sur les 348 que compte le Sénat.                                  |           |
| vers septembre            | Bahamas              | Législatives | |           |

## Octobre
| Date                    | Pays               | Élections                       | Contexte | Résultats |
| ----------------------- | ------------------ | ------------------------------- | --- | --------- |
| 4 octobre               | Bosnie-Herzégovine | Législatives et présidentielles | La présidence de la Bosnie-Herzégovine est collégiale. Les citoyens votent pour un représentant de leur communauté ethnique. |           |
| octobre                 | Cap-Vert           | Présidentielle                  | |           |
| 4 et 25 octobre         | Brésil             | Législatives et présidentielle  | Élections législatives en un tour et élection présidentielle en deux tours.                                                  |           |
| 27 octobre au plus tard | Israël             | Législatives                    | |           |
| 31 octobre au plus tard | Danemark           | Législatives                    | |           |

## Novembre
| Date          | Pays       | Élections                    | Contexte | Résultats |
| ------------- | ---------- | ---------------------------- | --- | --------- |
| 3 novembre    | États-Unis | Législatives et sénatoriales | Élections de mi-mandat : renouvellement de l'intégralité de la Chambre des représentants et d'un tiers du Sénat. |           |
| vers novembre | Bulgarie   | Présidentielle               | |           |

## Décembre
| Date                     | Pays             | Élections                      | Contexte | Résultats |
| ------------------------ | ---------------- | ------------------------------ | --- | --------- |
| 13 décembre              | Transnistrie     | Présidentielle                 | La Transnistrie n'est pas reconnue comme un État indépendant par la communauté internationale. Le Conseil de l'Europe considère la Transnistrie comme un territoire moldave sous occupation militaire russe. Le pays n'est pas considéré comme une démocratie. Les figures d'opposition sont interdites de participation aux élections ; les activités des médias et de la société civile sont restreintes par le pouvoir, qui se livre par ailleurs à des arrestations arbitraires. |           |
| 19 décembre au plus tard | Nouvelle-Zélande | Législatives                   | |           |
| 22 décembre              | Soudan du Sud    | Législatives et présidentielle | Premières depuis l'indépendance du pays, ayant été retardées par la guerre civile. |           |
| décembre au plus tard    | Fidji            | Législatives                   | |           |
| décembre                 | Gambie           | Présidentielle (en)            | La président Adama Barrow, qui a restauré la démocratie en remportant l'élection de 2016, brigue un troisième mandat. |           |

## Date incertaine
| Date              | Pays       | Élections    | Contexte | Résultats |
| ----------------- | ---------- | ------------ | --- | --------- |
| vers le printemps | Bangladesh | Législatives | Élections anticipées, après les manifestations ayant entraîné la démission de la Première ministre Sheikh Hasina. |           |